# Myteriet på Caine
Myteriet på Caine (engelska: The Caine Mutiny) är en amerikansk film från 1954 i regi av Edward Dmytryk. Den bygger på romanen The Caine Mutiny från 1951 av Herman Wouk. Filmen blev framgångsrik på biograferna och nominerades till sju Oscars vid Oscarsgalan 1955. Den är filmad i technicolor.

## Handling
Örlogskapten Queeg (spelad av Humphrey Bogart) leder besättningen på en amerikansk minsvepare under andra världskriget. När Queeg börjar uppvisa ett allt mer ostabilt och paranoialiknande beteende bestämmer sig en av hans underordnade för att ta kommandot, trots att det kommer att leda till att han ställs inför rätta för myteri.

## Rollista
- Humphrey Bogart - kapten Philip Francis Queeg
- José Ferrer - löjtnant Barney Greenwald
- Van Johnson - löjtnant Steve Maryk
- Fred MacMurray - löjtnant Tom Keefer
- Robert Francis - fänrik Willie Keith
- May Wynn - May
- Tom Tully - kapten DeVriess
- E.G. Marshall - kapten John Challee, åklagare
- Arthur Franz - Paynter Jr.
- Lee Marvin - "Meatball"
- Warner Anderson - kommendörkapten Blakely
- Claude Akins - "Horrible"
- Katharine Warren - Mrs. Keith, Willies mor